# Georg Herold
Georg Herold (* 26. Juli 1947 in Jena) ist ein deutscher Bildhauer.

## Leben
Georg Herold nahm nach dem Abitur und der Ausbildung zum Konstruktionszeichner 1966 ein Studium der Mathematik an der Friedrich-Schiller-Universität Jena auf, das er 1967 abbrach. Von 1967 bis 1973 absolvierte Herold eine Lehre zum Kunst- und Bauschlosser in Eisenach. Nach einer versuchten Flucht aus der DDR im Jahr 1973 befand sich Herold bis zu seinem Freikauf durch die Bundesregierung neun Monate in politischer Haft. Danach studierte er von 1974 bis 1976 an der Akademie der bildenden Künste München, anschließend bis 1982 an der Hochschule für bildende Künste Hamburg bei Franz Erhard Walther und Sigmar Polke. Daneben war er von 1979 bis 1982 in West-Berlin als Bühnenbildner an der Schaubühne am Lehniner Platz und am Schillertheater tätig. Seit 1983 lebt Herold in Köln. Während der frühen 1980er Jahre stellte er gemeinsam mit Albert und Markus Oehlen, Werner Büttner und Martin Kippenberger den aktuellen Boom des Kunstmarktes in Frage. Aus dieser Phase als junger Wilder verabschiedete sich Herold bald und entwickelte ein sehr persönliches und nachdenkliches Werk. In seinen häufig ironisch-kritischen Arbeiten benutzt er einfache Materialien wie Dachlatten, Ziegelsteine und andere Alltagsgegenstände. Mit seinen Werken stellt er traditionelle Ausdrucksformen des Wandbildes wie der Skulptur auf vielfache (minimalistische) Weise infrage – mit seinen Titeln hinterfragt er gerne witzig die Wahrnehmung der Betrachter und das von ihm verwandte Material. Seit einigen Jahren beschäftigt er sich intensiv mit dem Werk Albrecht Dürers, welches einen großen Einfluss auf das Schaffen Herolds hat.
Herolds Œuvre umfasst neben Skulpturen auch Installationen und Videoarbeiten.
Georg Herold ist Professor für Bildhauerei an der Kunstakademie Düsseldorf.

## Ausstellungen (Auswahl)
- 1979 Künstlerhaus Hamburg
- 1987 Kunstraum München
- 1988 Made in Cologne
- 1989 Kunsthalle Zürich (Schweiz)
- 1990 Museum of Modern Art, San Francisco, USA
- 1990 Kunstverein Köln
- 1992 DOCUMENTA IX, Kassel
- 1993 Stedelijk Museum, Amsterdam, Niederlande;
The Museum of Modern Art, New York: „Projects 39“ – zusammen mit Markus Oehlen
- 1997 Skulptur.Projekte Münster
- 1999 Kunsthalle Zürich, Schweiz
- 2005 Kunsthalle Baden-Baden, Museum Moderner Kunst Kärnten, Klagenfurt, Österreich
- 2005 Kunstverein Hannover
- 2010 Kunstverein Heilbronn, Georg Herold. Anders denkende Einrichtung
- 2012 Museum Brandhorst, München. Georg Herold. Multiple Choice
- 2016/17 Kunstmuseum Bonn

## Öffentliche Sammlungen

### Belgien
- Stedelijk Museum voor Actuele Kunst, Gent

### Deutschland
- K21 Kunstsammlung Nordrhein-Westfalen – im Ständehaus, Düsseldorf
- Kunstpalais Erlangen, Erlangen
- Museum Junge Kunst, Frankfurt (Oder)
- Museum für Neue Kunst & Medienmuseum, Karlsruhe
- Museum Abteiberg, Mönchengladbach
- Kunstmuseum Wolfsburg, Wolfsburg
- Städel Museum, Frankfurt am Main
- Kunstmuseum Bonn, Bonn
- Museum Ludwig, Köln

### Frankreich
- FRAC Nord-Pas de Calais, Dunkerque

### Niederlande
- Stedelijk Museum, Amsterdam

### Österreich
- Bawag Foundation, Wien

### Spanien
- Museu d’Art Contemporani de Barcelona, Barcelona

### USA
- MOCA Grand Avenue, Los Angeles, CA
- San Francisco Museum of Modern Art, San Francisco, CA

## Öffentlicher Raum
- Mehr Licht, 1991, Klinker, Badische Landesbibliothek (Vorplatz, Skulpturengarten) in Karlsruhe

## Filme
- Martin Kippenberger und Co – Ein Dokument. "Ich kann mir nicht jeden Tag ein Ohr abschneiden". Buch und Regie: Jaqueline Kaess Farquet. München 1985/2010. DVD. 25 min., Independent Artfilms